# Vaena eacleoides
Vaena eacleoides är en fjärilsart som beskrevs av Walker 1869. Vaena eacleoides ingår i släktet Vaena och familjen mätare. Inga underarter finns listade i Catalogue of Life.